# Neocalyptis insularis
Neocalyptis insularis es una especie de polilla del género Neocalyptis, categorizada en la tribu Archipini, de la subfamilia Tortricinae.

## Distribución
Se distribuye por Indonesia.

## Taxonomía
Fue descrita por Diakonoff en 1948 y publicada en (Neocalyptis), Treubia 19: 498.